# 経験デザイン
経験デザイン（エクスペリエンスデザイン）とは、たとえばユーザーなどが製品やサービスを利用する過程や、そこで価値を感じる出来事をデザインする行為である。とくにユーザーエクスペリエンスについてのそれはユーザーエクスペリエンスデザイン（UXデザイン）と言う。

## 概要
企業経営においてデザインは、商品に美的意匠を与え欲望の喚起や魅力付けを担う役割を果たしてきた。1920年代から1930年代にかけて、単一的なデザインのフォード・モデルTに対しGMがスタイリングや色彩で差別化を行い業界リーダーの座を奪ったのは典型的な事例である。その後、1980年代に入るとマウスやノートブックPCなどそれまで存在しなかった機能や便益に形態を与える新たな役割が生まれてきた。
さらに21世紀に入ると、デザインには行為や経験の創出という役割が求められるようになってきた。具体的には、ユーザーがウェブサイトからスムーズに必要な知識を得て最適な購買を決定するプロセスをデザインする、あるいは病院で患者がストレスのない高質な治療経験を得られるようにする、といった領域である。つまり、デザインの対象が総体的なユーザーの行為や経験となり、モノやサービスはその媒介として関わるようになった。これが経験デザインであり、経験価値デザインとも呼ばれる。
経験デザインが注目されるようになった背景には、商品やサービスのコモディティ化という課題に企業が直面していることがあげられる。商品やサービスを一段高い価値に引き上げるためには顧客の経験が重要であるとB.J.パインとJ.Hギルモアは著書『経験経済』のなかで述べている。それはユーザーが商品やサービスに触れたときに経験する「心地よい印象」「見たことのない驚き」「知的喜び」「徹底的な安心感」など、機能や利便性を超えた次元の価値の提供である。
事例を挙げると、スターバックスが提供しているのは単なるコーヒーではなく「顧客の隠れ家」であり、ナイキはスポーツグッズの使用を通じトップアスリートの興奮を追体験するという「経験」を売ることにより成功している。医療機器メーカーのテルモが「患者様の痛みを少しでも減らしたい」という開発コンセプトに基づき開発した世界一細いインスリン用注射針「ナノパス」は、患者を苦痛から解放しスムーズな投薬をデザインしたと言え、2005年度のグッドデザイン賞大賞を受賞している。
また、日立グループでは(1)製品・システムによって提供するお客様経験、(2）企業活動を通じて提供するお客様経験、（3）明日のお客様経験の三つの領域を総称して「エクスペリエンスデザイン」とし、人間中心設計、ブランディング、サービスデザインなどの取り組みを通じた企業価値向上を目指すとしている。